# Diaperoecia claviformis
Diaperoecia claviformis is een mosdiertjessoort uit de familie van de Diaperoeciidae. De wetenschappelijke naam van de soort is voor het eerst geldig gepubliceerd in 1953 door Osburn.